# Los Gigantes

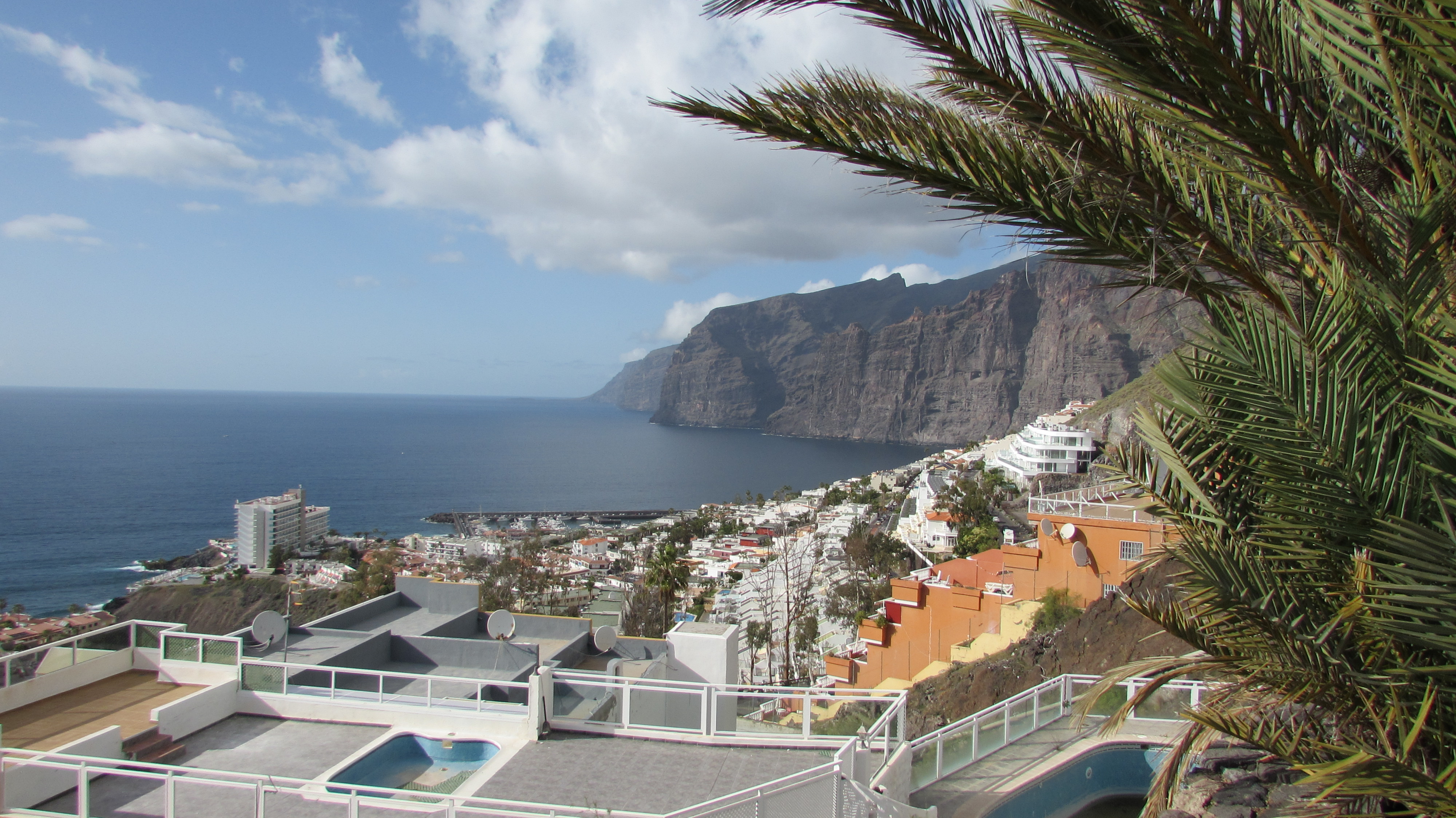
Blick von oben auf Los Gigantes

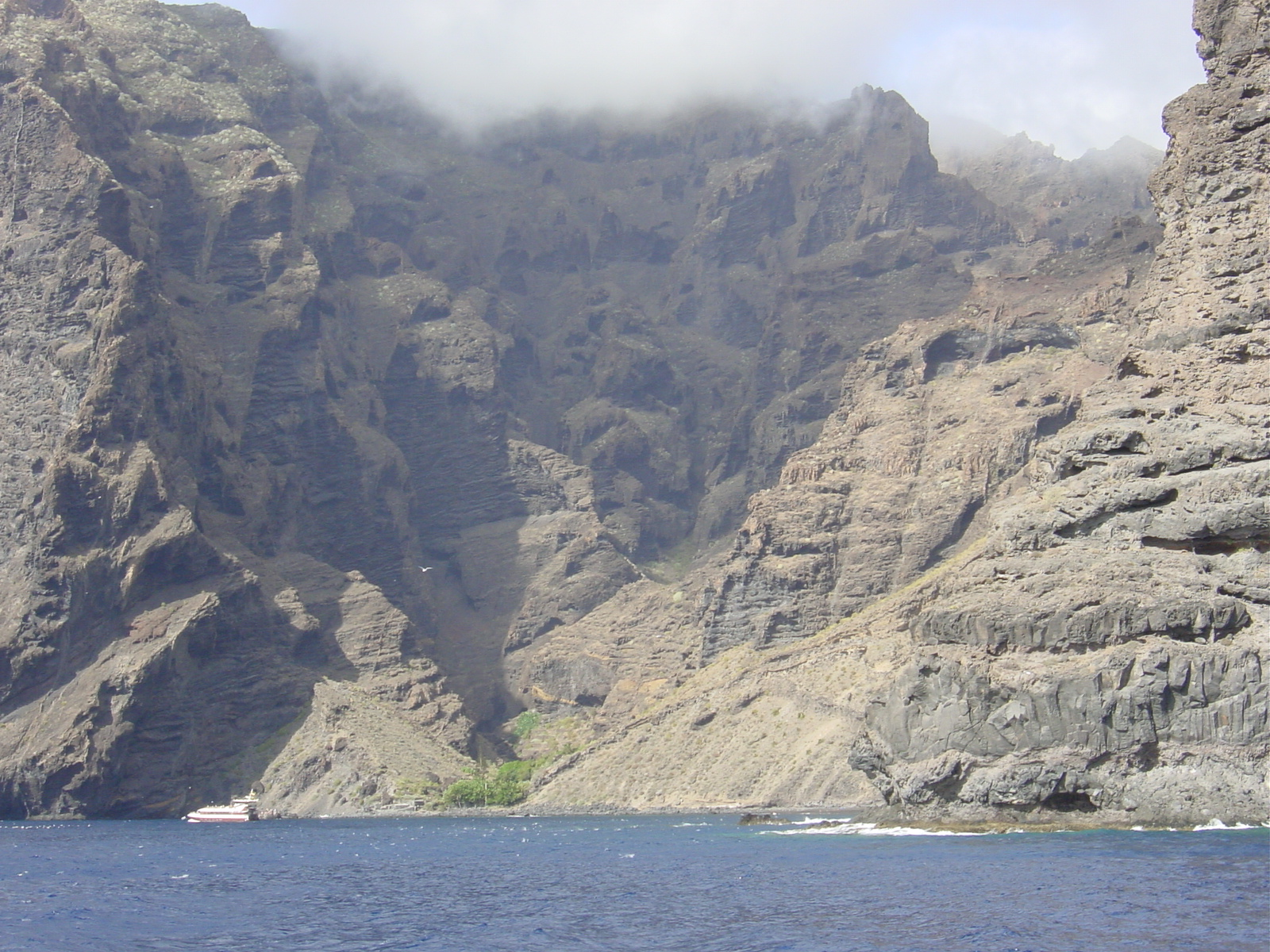
Steilküste von Los Gigantes (Ansicht vom Meer)

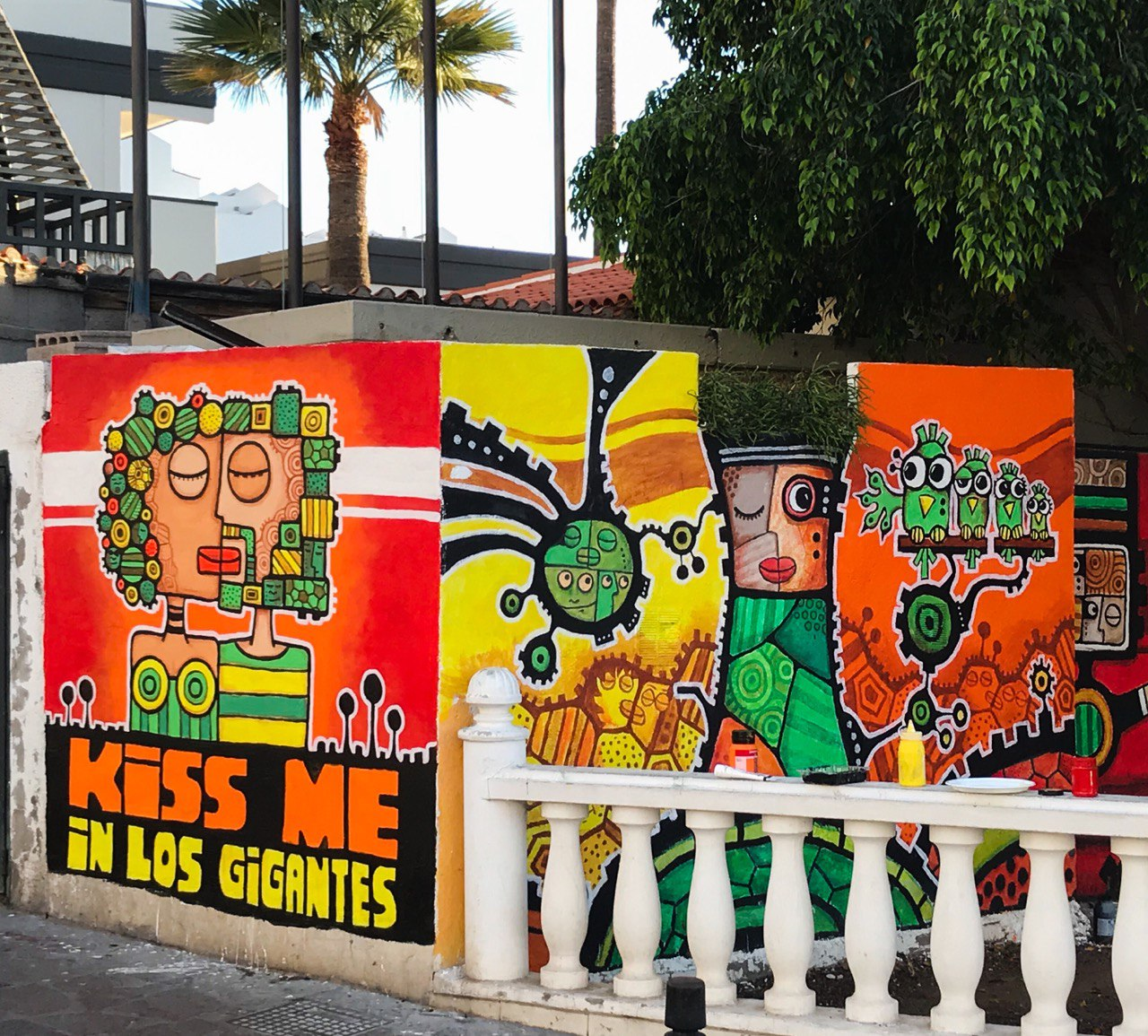
Street Art in Los Gigantes

Los Gigantes ist ein Ortsteil der Gemeinde Santiago del Teide, im Westen von Teneriffa gelegen. Bekannt ist der touristisch geprägte Ort durch seine Steilküste, die vom Land und vom Meer aus einen spektakulären Anblick bietet und Acantilados de los Gigantes genannt wird. Die Felsen fallen an dieser Stelle bis zu 450 Meter senkrecht ins Meer ab.
Los Gigantes weist einen hohen Ausländeranteil auf. Im Jahr 2006 lebten dort über 3000 Briten und Iren. Von den 900 in der Gemeinde Santiago del Teide lebenden Deutschen waren die meisten in Los Gigantes oder Playa de la Arena gemeldet. Viele der ausländischen Residenten leben ganzjährig auf der Insel, haben Immobilien gekauft oder sind als Unternehmer tätig.
Hochsaison ist hier von November bis Februar.

## Besichtigungen
Vom Land aus ist Los Gigantes über die Küstenstraße TF 47 erreichbar. Der Ort liegt einen Kilometer nördlich von Puerto de Santiago auf dem Weg nach Tamaimo. Vom Ort aus erreicht man die Felsenwände zu Fuß und trifft auf ein kleines Plateau, von dem aus der Besucher einen atemberaubenden Ausblick auf die Felsklippe erhält. Im Ort gibt es direkt neben dem kleinen Hafen auch einen kleinen Strand, die etwa 200 Meter lange schwarze und feinsandige Playa de los Guíos, umgeben von mehreren Bars, Souvenirläden und Restaurants.
Eine andere Möglichkeit, die Klippen zu besichtigen und einen noch spektakuläreren Eindruck der Felsklippen zu bekommen, besteht vom Meer aus. Etliche lokale Veranstalter bieten Schiffsausflüge auf Seglern, Motorbooten oder Katamaranen zu Los Gigantes an. Diese Touren werden oft verbunden mit der Beobachtung von Delfinen und Grindwalen, welche unmittelbar vor der Küste leben. Ein guter Anlaufpunkt für solche Touren ist zum Beispiel der Hafen in Los Cristianos.